# کاستل ماجیوره
کاستل ماجیوره (به ایتالیایی: Castel Maggiore) یک کومونه در ایتالیا است که در استان بولونیا واقع شده‌است.

## خصوصیات
کاستل ماجیوره ۳۰ کیلومترمربع مساحت و ۱۷٬۴۲۲ نفر جمعیت دارد و ۲۹ متر بالاتر از سطح دریا واقع شده‌است.